# Леа Падовани
Леа Падовани (на италиански: Lea Padovani) е италианска актриса. 

## Биография
Родена е на 28 юли 1920 г. в Монталто ди Кастро. Участва се в над 60 филма в периода между 1945 и 1990 г. Играе и във филма „Черно досие“, който е включен в конкурсната програма на филмовия фестивал в Кан през 1955 г.
През 2006 г. Оливър Паркър прави филма „Затъмнение“, който е вдъхновен от филм с участието на Леа Падовани.

## Избрана филмография
| година | филм           | оригинално заглавие | роля                  | режисьор  |
| ------ | -------------- | ------------------- | --------------------- | --------- |
| 1955   | Хляб, любов и… | Pane, amore e…      | Дона Виоланте Руотоло | Дино Ризи |